# Gençlerbirliği SK
Gençlerbirliği Spor Kulübü – turecki klub piłkarski z siedzibą w stolicy kraju – Ankarze, nazwa klubu znaczy dosłownie Zjednoczenie Młodych, obecnie klub występuje w rozgrywkach Süper Lig.

## Historia
Gençlerbirliği zawsze było jedną z tureckich "kopalń talentów", które z czasem były zatrudniane przez większe kluby. Klub został założony w 1923 roku. Od 1977 prezydentem jest İlhan Cavcav, który uczynił z Gençlerbirliği jeden z najlepiej radzących sobie finansowo klubów Turcji. W sezonie 2002/2003 zespół walczył nawet o mistrzostwo kraju i zdołał zakwalifikować się do rozgrywek o Puchar UEFA, z których w 4. rundzie wyeliminowany został przez późniejszego triumfatora Valencię. W sezonie 2004/2005 zespół zajął w Superlidze 5. miejsce. W latach 2000–2003 zawodnikiem Gençlerbirliği był były reprezentant Polski Tomasz Zdebel, który zdobył z klubem nawet Puchar Turcji w 2001 roku. Z Pucharu UEFA w 2005 Gençlerbirliği zostało wyeliminowane w I rundzie przez grecki zespół AO Egaleo.

## Sukcesy
- zdobywca Pucharu Turcji – 2 razy – 1987, 2001

## Skład na sezon 2015/2016
| Nr | Poz. | Piłkarz               |
| -- | ---- | --------------------- |
| 1  | BR   | Ferhat Kaplan         |
| 2  | PO   | Ahmet Oğuz            |
| 3  | OB   | Uğur Çiftçi           |
| 5  | OB   | Ahmet Çalık           |
| 6  | PO   | Çağrı Bülbül          |
| 7  | PO   | Nemanja Tomić         |
| 8  | PO   | Panajotis Dimitriadis |
| 9  | NA   | Berat Tosun           |
| 10 | NA   | Bogdan Stancu         |
| 11 | NA   | Moestafa El Kabir     |
| 14 | OB   | Iasmin Latovlevici    |
| 16 | PO   | Guy-Michel Landel     |
| 17 | PO   | İrfan Kahveci         |

| Nr | Poz. | Piłkarz              |
| -- | ---- | -------------------- |
| 20 | PO   | Doğa Kaya            |
| 22 | PO   | Ólafur Ingi Skúlason |
| 23 | BR   | Özkan Karabulut      |
| 25 | PO   | Guido Koçer          |
| 26 | OB   | Walid Atta           |
| 33 | OB   | Halil Pehlivan       |
| 34 | BR   | Johannes Hopf        |
| 45 | OB   | Hikmet Balioğlu      |
| 48 | PO   | Taylan Antalyalı     |
| 88 | PO   | Martin Spelmann      |
| 99 | NA   | Atabey Cicek         |
| -- | PO   | Djalma               |
| -- | OB   | Anté Kulusić         |

## Europejskie puchary
Legenda do wszystkich tabel:
- Q – runda eliminacyjna, 1/16, 1/8, 1/4, 1/2 – odpowiednia faza rozgrywek, Grupa – runda grupowa, 1r gr – pierwsza runda grupowa, 2r gr – druga runda grupowa, F – finał, R – runda, PO – play-off
- k. – rzuty karne, los. – losowanie, Dogr. – dogrywka, w. – zasada bramek strzelonych na wyjeździe

| Sezon   | Rozgrywki                 | Runda    | Przeciwnik         | Dom | Wyjazd | Ogólnie    |
| ------- | ------------------------- | -------- | ------------------ | --- | ------ | ---------- |
| 1987/88 | Puchar Zdobywców Pucharów | 1R       | Dynama Mińsk       | 1–2 | 0–2    | 1–4        |
| 1995    | Puchar Intertoto          | Grupa 11 | Hapoel Petah Tikwa | 4–0 |        | 3. miejsce |
| 1995    | Puchar Intertoto          | Grupa 11 | RC Strasbourg      |     | 1–4    | 3. miejsce |
| 1995    | Puchar Intertoto          | Grupa 11 | Floriana           | 3–0 |        | 3. miejsce |
| 1995    | Puchar Intertoto          | Grupa 11 | Tirol Innsbruck    |     | 2–3    | 3. miejsce |
| 2001/02 | Puchar UEFA               | 1R       | Halmstad           | 1–1 | 0–1    | 1–2        |
| 2003/04 | Puchar UEFA               | 1R       | Blackburn Rovers   | 3–1 | 1–1    | 4–2        |
| 2003/04 | Puchar UEFA               | 2R       | Sporting CP        | 1–1 | 3–0    | 4–1        |
| 2003/04 | Puchar UEFA               | 3R       | Parma              | 3–0 | 1–0    | 4–0        |
| 2003/04 | Puchar UEFA               | 1/8      | Valencia CF        | 1–0 | 0–2    | 1–2, Dogr. |
| 2004/05 | Puchar UEFA               | 2Q       | HNK Rijeka         | 1–0 | 1–2    | 2–2, w.    |
| 2004/05 | Puchar UEFA               | 1R       | AO Egaleo          | 1–1 | 0–1    | 1–2        |

## Strony klubowe
- Strona oficjalna